# Néferefrêânkh (grand prêtre de Ptah)
Néferefrêânkh est un grand prêtre de Ptah à Memphis durant la Ve dynastie. Son nom basiliforme permet de le placer avec une certaine assurance au milieu de cette dynastie, probablement sous le règne éphémère de Néferefrê et sous celui plus long de son frère et successeur Niouserrê.
Il est attesté en tant que grand pontife memphite sur une inscription trouvée dans le mastaba d'un dignitaire nommé Senimen, mastaba situé à Saqqarah ; il est probablement le propriétaire d'un mastaba découvert à la fin du XIXe siècle à Saqqarah par Auguste Mariette. 

## Sépulture
Lors de la découverte du monument, peu d'indices permettaient l'identification du propriétaire. Une inscription livra toutefois le nom de Néferefrêânkh qui, n'étant pas accompagné de ses titres de grand prêtre de Ptah, laisse un doute sur l'identification réelle du mastaba. Il se pourrait qu'il s'agisse d'homonymes, ce qui a été assez courant à l'époque.